# Hartha
Hartha est une ville de Saxe (Allemagne) située dans l'arrondissement de Saxe centrale, dans le district de Chemnitz.

## Géographie

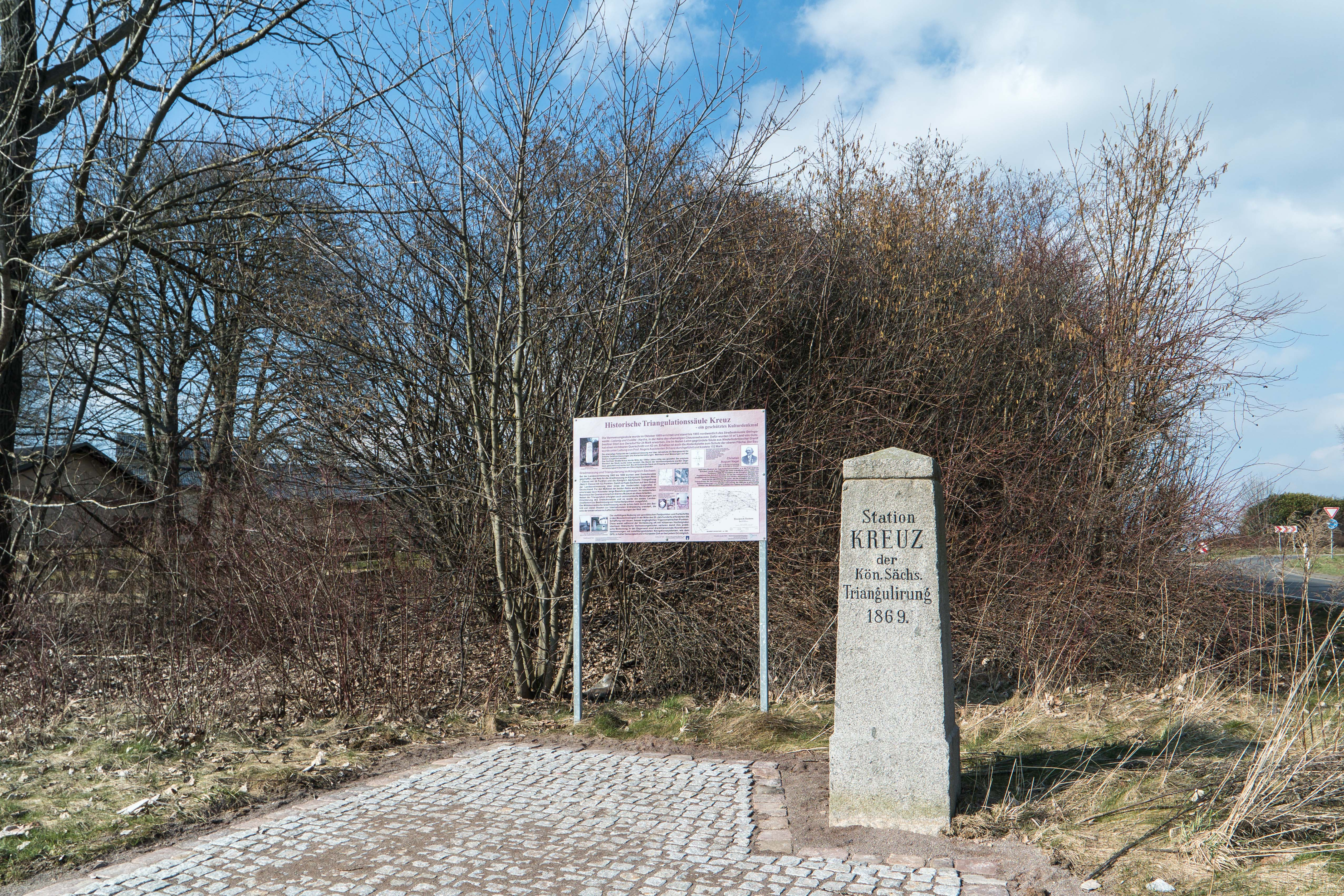
Pilier de triangulation à Hartha Kreuz

La ville de Hartha est située entre les collines de la Saxe centrale, près du centre d'un triangle formé par les grandes villes Dresde, Leipzig et Chemnitz. Outre la ville propre, la commune est constituée des villages Aschershain, Diedenhain, Flemmingen, Gersdorf (avec Langenau, Kieselbach, Neudörfchen, Schönerstädt et Seifersdorf), Lauschka, Nauhain, Richzenhain, Steina, Saalbach, Wallbach et Wendishain, et elle est donc une des communes les plus grandes dans l'arrondissement par superficie.
Les communes avoisinantes sont en sens horaire, commençant au Nord: Leisnig, Großweitzschen, Döbeln, Waldheim, et Geringswalde (tous en Saxe centrale) et Colditz (dans l'arrondissement de Leipzig).
Le point le plus haut de la commune est Hartha Kreuz à 326 m s. m. où se croisent les routes fédérales B 175 et B 176 et la route du Land S 36.

## Histoire

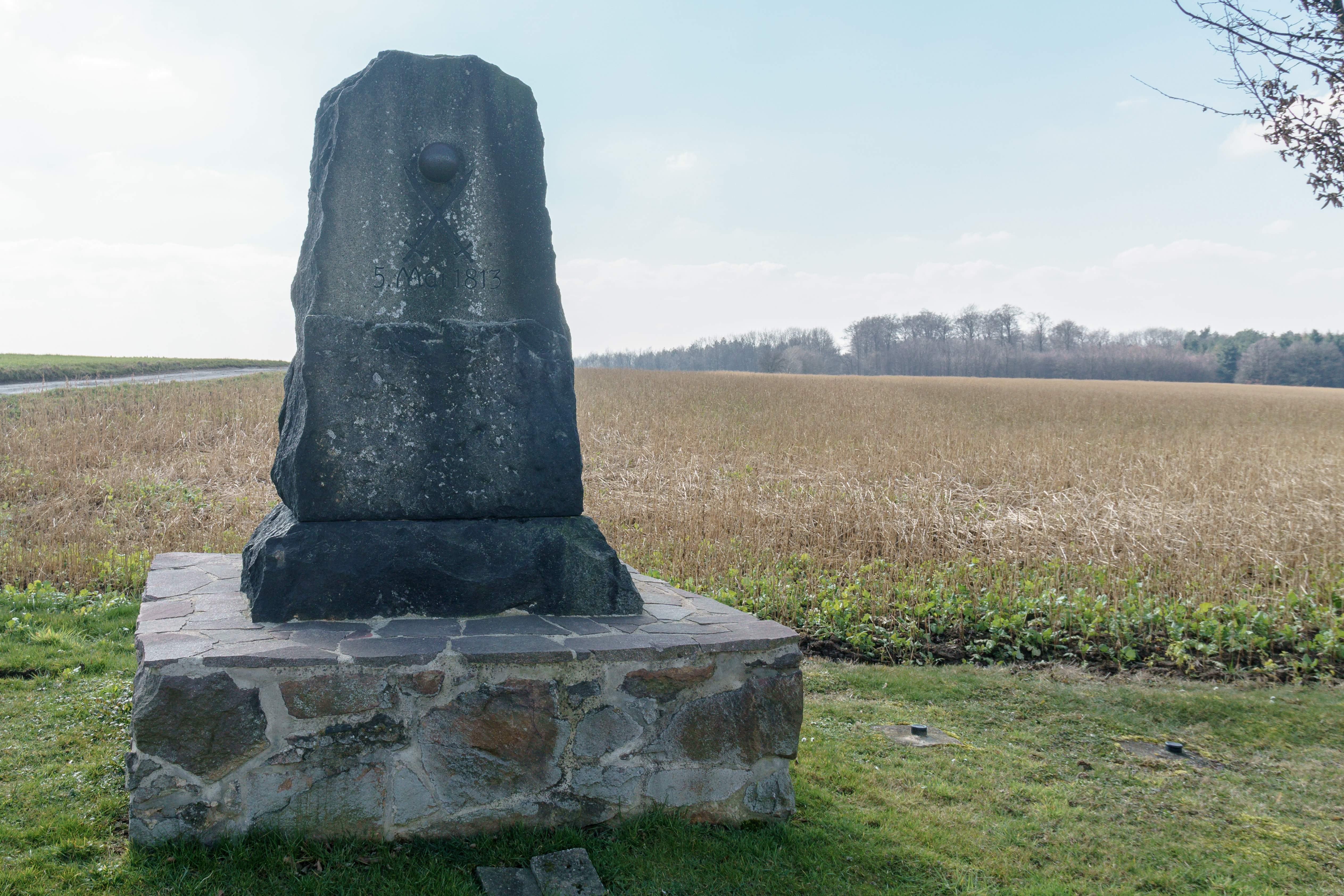
Mémorial à la bataille de Gersdorf du 5 mai 1813

La ville est documentée pour la première fois en 1223, quand les frères Heirich de Harth et Albert de Gersdorf sont témoins sur un document judiciaire, fait par roi Henri IV à Altenberg. Elle est fondée prèes d'une route commerciale entre Dresde et Leipzig, où vers l'an 1100 du sel est transportè de Halle-sur-Saale à la Bohême. La région est peuplée par des personnes d'origine franconien, thuringien et flamand. Les derniers ont donné le nom au village Flemmingen.
Le nom de la ville est dérivé du mot moyen-haut-allemand Hart pour un forêt ou une chaîne de collines boisée, et s'est développé de Hart en 1223, Harte en 1404, Harthe en 1445, Hartta en 1590 à Hartha depuis 1791.
En 1506 la guilde des toiliers est accréditée par le duc Georges le Barbu. C'est l'origine de la tradition industrielle de la ville. Déjà en 1750, les produits textiles sont exportés jusqu'à l'Espagne. Outre la toilerie, l'agriculture est un des métiers principaux dans la ville, et en est un encore aujourd'hui dans la commune. Au XIXe siècle plusieurs usines sont construites, qui produisent du feutre, des chaussures, de la quincaillerie (notamment des lices), des cigares et des boutons. M. J. Plenikowski & Co à Hartha sont les fabricants des carrosses les mieux connues en Allemagne du XIXe siècle.
Le 5 mai 1813 une bataille se déroule près de Gersdorf entre des troupes françaises sous le commandement d'Eugène de Beauharnais et une brigade prusso-russe sous Karl von Steinmetz.
En 1852 le chemin de fer entre Chemnitz et Riesa est ouvert dans son intégralité avec une gare à Steina, suivi en 1893 par la ligne entre Waldheim et Rochlitz avec une gare dans la ville de Hartha. La dernière ligne est fermée en 1998.

## Personnalités liées à la ville
- Friedrich Albert Fallou (1794-1877), avocat mort à Diedenhain.